# Ricardo Carvalho Cabús

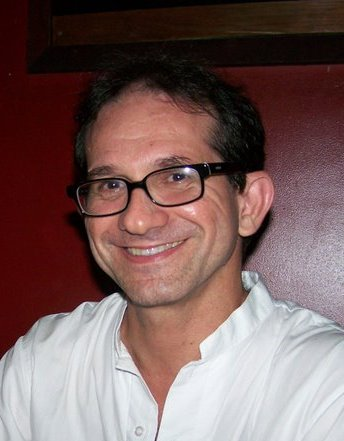
Ricardo Cabús

Ricardo Carvalho Cabús (Maceió, 17 de maio de 1964) é engenheiro civil, cientista, poeta, tradutor, compositor e produtor cultural. Atualmente é professor de graduação do Centro de Tecnologia e do mestrado e doutorado em Arquitetura da Universidade Federal de Alagoas, membro de diversos conselhos e revistas da área e desenvolvedor de softwares relacionados à construção civil.Como referência no campo de Iluminação Natural é fonte constante de referência em trabalhos científicos e tecnológicos na área.
No âmbito cultural, Ricardo Cabús tem três livros publicados: Estações Partidas (1994), A Galinha Saudosa (2009) e Cacos Inconexos (2011). Uma das marcas da poesia apresentada em Estações Partidas e Cacos Inconexos é a ausência de pontuação e assimetria; os temas vão desde sentimentos como amor e saudade, passam pelo erotismo e chegam até a crítica social. Já A Galinha Saudosa é um livro de história infantil em forma de poema. Seu trabalho na literatura é reconhecido por autores de renome, como Arriete Vilela e Sidney Wanderley, este último fala o seguinte sobre Ricardo Cabús: Ricardo Cabús é hoje, para a poesia em Alagoas, o que Ranilson França representou para o folclore e o que Elinaldo Barros e Marcos Sampaio (Marcão) representam para o cinema entre nós. Com altruísmo e sem retórica, fazem mais pela cultura caeté
que os pomposos e inoperantes órgãos da dita cultura oficial.
O autor também escreve contos, faz traduções do inglês e espanhol, compõe letras de músicas e é fundador e presidente do Instituto Lumeeiro (que visa aproximar a literatura da população em geral através da promoção de saraus, oficinas de contação de poesias, poesias infantis, shows que mesclam música e poesia e programa de rádio). 

## Obra
- Estações Partidas (1994)
- A Galinha Saudosa (2009)
- Cacos Inconexos (2011)